# Daniel R. Grischkowsky
Daniel Richard Grischkowsky (* 17. April 1940 in St. Helens, Oregon; † 26. Juni 2022) war ein US-amerikanischer Physiker.

## Leben und Werk
Grischkowsky studierte an der Oregon State University mit dem Bachelor-Abschluss 1962 und der Columbia University mit dem Master-Abschluss 1965 und der Promotion in Physik 1968. Er war am Radiation Laboratory der Columbia University und ab 1969 im Bereich Laserphysik des IBM Thomas J. Watson Research Center, an dem er Manager verschiedener Forschungsabteilungen wurde (zuerst Atomphysik mit Lasern dann ultraschnelle Prozesse mit Lasern). Ab 1993 war er Bellmomt Professor für Optoelektronik an der Oklahoma State University. Ab 2001 war er dort Regents Professor in der School of Electrical and Computer Engineering.
Er gilt als einer der Pioniere der Terahertzstrahlungs-Physik und Terahertz-Spektroskopie (Terahertz Time-Domain Spectroscopy). Außerdem entwickelte er Pulskompression mit Glasfaseroptik (wofür er 1984 einen Preis bei IBM erhielt).
1989 erhielt er den R. W. Wood Prize (für Pionierarbeiten der Nutzung von Glasfaseroptik für die Erzeugung ultrakurzer Pulse), 2003 den William F. Meggers Award der Optical Society of America (OSA), 2011 den Kenneth J. Button Prize und 1985 den Boris Pregel Award der New York Academy of Sciences. Er war Fellow der OSA (1988), des IEEE (1992) und der American Physical Society (1982). 2008 wurde er Ehrenprofessor der Tianjin-Universität in China.
Er starb am 26. Juni 2022 im Alter von 82 Jahren.

## Schriften
- mit Soeren Keiding, Martin van Exter, Ch. Fattinger: Far-infrared time-domain spectroscopy with terahertz beams of dielectrics and semiconductors, Journal of the Optical Society of America B, Band  7, 1990, S. 2006–2015
- mit Ch. Fattinger: Point Source TeraHz Optics, Applied Physics Letters, Band 53, 1988, S. 1480–1482
- mit I. N. Duling III, J. C. Chen, C-C Chi: Electromagnetic Shock Waves from Transmission Lines, Physical Review Letters, Band 59, 1987, S. 1663–1666
- mit M. B. Ketchen, T. C. Chen, C-C. Chi, I. N. Duling III, N. J. Halas, J-M Halbout, J. A. Kash, G. P. Li: Generation of Sub-Picosecond Electrical Pulses on Coplanar Transmission Lines, Applied Physics Letters, Band 48, 1986, S. 751–753
- mit H. Nakatsuka,  A. C. Balant: Nonlinear Picosecond Pulse Propagation Through Optical Fibers with Positive Group Velocity Dispersion, Physical Review Letters, Band 47, 1981, S. 910–913
- Self-Focusing of Light by Potassium Vapor, Physical Review Letters, Band 24, 1970, S. 866–869